# Caio Lopes
Caio Lopes da Costa Schoell, noto semplicemente come Caio Lopes (Rio de Janeiro, 12 settembre 2000), è un calciatore brasiliano, centrocampista del Real Ávila.

## Carriera
Cresciuto nel settore giovanile del Vasco da Gama, debutta in prima squadra l'11 gennaio 2021 giocando l'incontro di Série A vinto 3-0 contro il Botafogo.
Il 25 gennaio 2022 firma per il Leganés, venendo aggregato alla squadra B.

## Statistiche
Statistiche aggiornate al 10 febbraio 2021.

### Presenze e reti nei club
| Stagione        | Squadra         | Campionato      | Campionato | Campionato | Coppe nazionali | Coppe nazionali | Coppe nazionali | Coppe continentali | Coppe continentali | Coppe continentali | Altre coppe | Altre coppe | Altre coppe | Totale | Totale | Totale |
| Stagione        | Squadra         | Comp            | Pres       | Reti       | Comp            | Pres            | Reti            | Comp               | Pres               | Reti               | Comp        | Pres        | Reti        | Pres   | Reti   |        |
| --------------- | --------------- | --------------- | ---------- | ---------- | --------------- | --------------- | --------------- | ------------------ | ------------------ | ------------------ | ----------- | ----------- | ----------- | ------ | ------ | ------ |
| 2020            | Vasco da Gama   | A/RJ+A          | 0+5        | 0          | CB              | 0               | 0               | CL                 | 0                  | 0                  |             | -           | -           | 5      | 0      |        |
| Totale carriera | Totale carriera | Totale carriera | 5          | 0          |                 | 0               | 0               |                    | -                  | -                  |             | -           | -           | 5      | 0      |        |